# Bathinda Airport
Bathinda Airport är en flygplats i Indien.   Den ligger i distriktet Bathinda och delstaten Punjab, i den norra delen av landet, 300 km nordväst om huvudstaden New Delhi. Bathinda Airport ligger 201 meter över havet.
Terrängen runt Bathinda Airport är mycket platt. Runt Bathinda Airport är det tätbefolkat, med 493 invånare per kvadratkilometer. Närmaste större samhälle är Bathinda, 19,1 km öster om Bathinda Airport. Trakten runt Bathinda Airport består till största delen av jordbruksmark.